# André Damien
 (mars 2019).
Si vous disposez d'ouvrages ou d'articles de référence ou si vous connaissez des sites web de qualité traitant du thème abordé ici, merci de compléter l'article en donnant les références utiles à sa vérifiabilité et en les liant à la section « Notes et références ».
Pour les articles homonymes, voir Damien.
André Damien, né le 10 juillet 1930 dans le 12e arrondissement de Paris et mort le 5 mars 2019 à Versailles, est un avocat, homme politique et écrivain français.
Élu à l'Académie des sciences morales et politiques en 1994 au fauteuil du professeur Henri Mazeaud, il est président de l'Académie en 2006.
Il est nommé président d'honneur de l'Académie des sciences morales, des lettres et des arts de Versailles et d'Île-de-France, maire honoraire de Versailles et conseiller d'État honoraire.

## Biographie

### Jeunesse et études
Il effectue sa scolarité au lycée Thiers, à Marseille puis au lycée Hoche à Versailles. Il suit ensuite des études de criminologie à l'Institut de criminologie de Paris. Il étudie à l'Institut d'études politiques de Paris.

### Parcours professionnel
Il devient avocat au barreau de Versailles en 1953, et est bâtonnier de l'ordre des avocats de Versailles en 1969-1970, puis 1973-1976. Il est avocat honoraire à partir de 1981. Il est président de la Conférence des bâtonniers (1979-1981), puis président d'honneur après 1981.
En 1981, il devient conseiller d'État, poste qu'il occupe jusqu'en 1997. Il occupe le poste de conseiller chargé des cultes auprès de Charles Pasqua, ministre de l'Intérieur et de l'Aménagement du territoire entre 1993 et 1995. Il occupe ensuite la même fonction auprès de Jean-Louis Debré, ministre de l'Intérieur entre 1995 et 1997.
Il est chevalier de la Confrérie des chevaliers du Tastevin. Il est membre du comité de patronage de Nouvelle École.

### Parcours politique
Il est maire de Versailles de 1977 à 1995, et conseiller général des Yvelines de 1979 à 1998. Il est élu député des Yvelines le 26 mars 1996, siège qu'il occupe jusqu'au 21 avril 1997.

## Distinctions

### Décorations

#### Décorations françaises
- Grand officier de la Légion d'honneur (2002)[8] ; commandeur (1996)[9] ; officier (1988)
- Commandeur de l'ordre national du Mérite[10].
- Commandeur de l'ordre des Palmes académiques[10].
- Commandeur de l'ordre du Mérite agricole[11].
- Commandeur de l'ordre des Arts et des Lettres[12], de droit en tant que membre du conseil de l'ordre des Arts et des Lettres (2000)[13],[14].
- Croix du combattant[11].
- Médaille commémorative des opérations de sécurité et de maintien de l'ordre[15]

#### Décorations étrangères
- Chevalier grand-croix de l'ordre de Pie IX[11].
- Chevalier grand-croix de l'ordre de Saint-Grégoire-le-Grand[16].
- Chevalier grand-croix de l'ordre souverain militaire et hospitalier de Saint-Jean de Jérusalem, de Rhodes et de Malte[16] (chevalier en 1980).
- Grand-croix de l'ordre pro Merito Melitensi[11].
- Chevalier grand-croix de l'ordre équestre du Saint-Sépulcre de Jérusalem (André Damien fut lieutenant pour la France)[16].

## Publications
- Traité de déontologie de la profession d’avocat, prix J.-B. Chevalier de l’Académie des sciences morales et politiques (9e éd. 2000)
- Versailles méconnu (1971)
- Le Barreau quotidien (1971)
- Les Avocats du temps passé (1973)
- Mémento de l’avocat stagiaire (1974)
- La Vie spirituelle de l’avocat au XVIIe siècle (1975)
- Être avocat aujourd’hui (1976 ; 2e éd. 1981)
- Les Règles de la profession d’avocat (1977)
- René Aubert, texte du catalogue d'exposition, ville de Versailles (1977)
- Versailles : deux siècles de vie municipale (1980)
- Les Versaillais et leur château (1988)
- Versailles et la Révolution, 1789-1989 (1989)
- Le Secret nécessaire (1990)
- Histoire religieuse du diocèse de Versailles (1990)
- Le Grand Livre des ordres de chevalerie et des décorations (1991)
- Les Grands Arrêts de la profession d’avocat, LITEC (1991)
- L’Art et la Manière de porter les décorations (1995)
- L’Institut de France (1999)
- Histoire d’un fauteuil (2000)
- Une tentative de naissance du laïcat dans l’Église : les tiers ordres (2000)
- Histoire de laïcité à la française (2006).